# Oryzopsis aequiglumis
Oryzopsis aequiglumis är en gräsart som beskrevs av John Firminger Duthie och Joseph Dalton Hooker. Oryzopsis aequiglumis ingår i släktet Oryzopsis och familjen gräs. Inga underarter finns listade i Catalogue of Life.